# Gockinga polder
De Gockinga polder (ook Gockinga’s polder) is een voormalig waterschap in de Nederlandse provincie Groningen.
Volgens Geertsema was de polder, geheel eigendom van de familie Gockinga, niet meer dan een vervening die vanaf 1872 werd bemalen door een molen.
Waterstaatkundig gezien ligt het gebied sinds 2000 binnen dat van het waterschap Hunze en Aa's.